# Discografia lui Ion Păturică
Discografia cobzarului Ion Păturică cuprinde discuri de gramofon, de vinil, CD-uri, ce conțin înregistrări realizate la casele de discuri Supraphon și Electrecord.

## Discuri Electrecord
| An   | Număr de catalog                                       | Format                     | Piese | Acompaniament                                                        |
| 1956 | EPA 2163                                               | shellac, 25 cm, 78 RPM     | Hora de la Gâștești | Orchestra de muzică populară „Electrecord”, dirijor Ionel Budișteanu |
| 1956 | EPA 2165                                               | shellac, 25 cm, 78 RPM     | Sârba ca la nuntă | Orchestra de muzică populară „Electrecord”, dirijor Ionel Budișteanu |
| 1957 | EPA 2407                                               | shellac, 25 cm, 78 RPM     | Hora din Vlașca Cântecul lui Barbu Lăutaru (voce Dan Moisescu)                                                                    | orchestra Nicu Stănescu                                              |
| 1958 | EPC 143                                                | vinil, 17 cm, 33 ⅓ RPM     | 1. Cântecul lui Barbu Lăutaru (voce Dan Moisescu)                                                                                 | orchestra Nicu Stănescu                                              |
| 1959 | EPD 78 Antologia muzicii populare românești, vol. I    | vinil, LP, 25 cm, 33 ⅓ RPM | Hora de la Gâștești | Orchestra de muzică populară „Electrecord”, dirijor Ionel Budișteanu |
| 1963 | EPD 1017 Antologia muzicii populare românești, vol. II | vinil, LP, 25 cm, 33 ⅓ RPM | Soarele și Luna | cu Mitică Burcea (vioară)                                            |
| 1964 | EPD 1066 Cîntece bătrînești (balade)                   | vinil, LP, 25 cm, 33 ⅓ RPM | 2. Novac (fragment) | cu Mitică Burcea (vioară)                                            |
| 2011 | EDC 1006 Să-mi cânți cobzar bătrân                     | compact disc               | 11. Sârba ca la nuntă 12. Hora lăutărească din Vlașca 13. Cântecul lui Barbu Lăutaru (voce: Dan Moisescu) 14. Hora de la Gâștești | orchestra Nicu Stănescu                                              |

## Discuri editate în străinătate

### Supraphon
| An   | Număr de catalog                       | Format                     | Piese                  | Acompaniament                                       |
| 1953 | LPM 141 Rumanian Folk Songs and Dances | vinil, LP, 25 cm, 33 ⅓ RPM | B1. Hora de la Clejani | Orchestra „Barbu Lăutaru”, dirijor Ionel Budișteanu |
| 1956 | LPM 287 Rumanian Folk Songs and Dances | vinil, LP, 25 cm, 33 ⅓ RPM | B1. Hora de la Naipu   | Orchestra „Barbu Lăutaru”, dirijor Ionel Budișteanu |

### Artia
Reeditări ale discurilor Supraphon:
| An   | Număr de catalog                                     | Format                     | Piese                  | Acompaniament                                       |
| 1959 | ALP 105 Roumanian Folk Songs and Dances Volume No. 1 | vinil, LP, 25 cm, 33 ⅓ RPM | A2. Hora de la Clejani | Orchestra „Barbu Lăutaru”, dirijor Ionel Budișteanu |
| 1959 | ALP 106 Roumanian Folk Songs and Dances Volume No. 2 | vinil, LP, 25 cm, 33 ⅓ RPM | B3. Hora de la Naipu   | Orchestra „Barbu Lăutaru”, dirijor Ionel Budișteanu |

### Period
| An      | Număr de catalog                                | Format                     | Piese                 | Acompaniament                                         |
| indisp. | SPL 1616 Rumanian Folk Songs and Dances, Vol. 3 | vinil, LP, 30 cm, 33 ⅓ RPM | A9. Hora dela Pitești | Orchestra „Grigoraș Dinicu”, dirijor Ionel Budișteanu |

### Classic Editions
| An     | Număr de catalog            | Format                     | Piese                 | Acompaniament                                    |
| [1958] | CE 3010 Rumanian Folk Dance | vinil, LP, 30 cm, 33 ⅓ RPM | A1. Hora dela Clejani | Orchestra „Barbu Lăutaru”, dirijor Nicu Stănescu |